# Le Capreau
Le Capreau est l'un des douze quartiers de Wasquehal en France. Depuis la fin du XIXe siècle, il accueille une population ouvrière.
Vers 1880, les ouvriers et tisserands qui viennent des quartiers saturés de Roubaix et Tourcoing fuient la ville pour s'installer à la campagne, aux confins de Wasquehal. Ces derniers veulent créer un quartier indépendant et une rivalité éclate entre ces derniers et les habitants du centre et des autorités Wasquehaliennes.
Il y avait de nombreux pinsonneux dans ce nouveau quartier et pour prendre les oiseaux, ils confectionnèrent des pièges que l'on appelait Capreau.

## Géographie

### Situation
Située dans le nord de la France à 6 km de Mouscron en Belgique, à moins de 290 km de cinq capitales européennes, le Capreau est très facilement accessible grâce à son réseau d’infrastructures de communication routières et de transports en commun ligne de bus 30 de la société Ilévia, de la halte de  halte SNCF (Gare de Croix-L'Allumette). Hormis les villes frontalières de Mouvaux, Croix et Tourcoing, les villes proches du Capreau est Roubaix Croix à 1,81 km et Mouvaux à 4,21 km.

### Hydrographie
Le Capreau est traversée par le canal de Roubaix, par la Marque qui prend sa source à Mons en Pévèle et la Marque urbaine. Le projet Blue Links a permis la réouverture des canaux à la navigation de plaisance qui sont reliés entre eux par les écluses du Port du Dragon, de la Masure, du Cottigny, du Noir-Bonnet, du Triest et du Plomeux.

## Urbanisme

### Quartier actuel
Le Capreau est l'un des douze quartiers de Wasquehal. En 2015, la ville les a regroupé en cinq "zones" pour la mise en place de conseils de quartiers. Le Capreau fait partie de la zone 2.

### Voies de communications et transports
Le quartier est desservi par la voie rapide urbaine (RD 656 (ex RN 356) - sortie 8). Le quartier est également desservi par la ligne de bus 30 de la société Ilévia, qui relie Tourcoing à Wasquehal. Il bénéficie aussi d'une halte SNCF (Gare de Croix-L'Allumette).

## Toponymie
Le nom de du quarier vient d'un piège à oiseaux très utilisé par les habitants (appelé Caprô en Belgique) et ses habitants sont surnommés les Capreausiens. Le nom vient d'un piège à oiseaux très utilisé par les habitants (appelé Caprô en Belgique).

## Histoire
Vers 1880, des ouvriers et tisserands qui viennent des quartiers saturés de Roubaix et Tourcoing s'installent à la campagne, aux confins de Wasquehal. On trouve en 1881, une vingtaine de maisons ouvrières, la maison de Clément Béthune (mécène du Capreau), une épicerie et l'Estaminet du Capreau. Ces derniers veulent créer un quartier indépendant et une rivalité éclate entre les habitants du Capreau et les habitants du centre et des autorités Wasquehaliennes. Il y a de nombreux pinsonneux dans ce nouveau quartier et pour prendre les oiseaux, ils confectionnent des pièges que l'on appelle Capreau. Ainsi est nommé le quartier. L’avènement du textile à Roubaix et son extension dans les communes voisines à l'aube du XXe siècle a permis l’augmentation démographique d'un quartier jusqu'alors peu habité.
Les habitants du Capreau sont soumis à l'urbanisation de Wasquehal et à l'occasion de la Mi-Carême 1901, le groupe d'amis de l'estaminet du Capreau tenu par Jules Delbecque chante sur l'air de la Faridondaine, la Faridondon, la chanson, Les Boërs du Capreau : "Nous autes les Boers du Capreau, Nous n’voulons pos d’la d’gerre, Mais si in ven’rot printe nos indrot, In n’se laicherot pos faire, In s’défindrot comm’ des démons.". "Au Capreau, y n’a ps d’mines d’or, Ch’est pos comm’ au Transvaal, Mais si plaisot à nous milords, D’printe l’rue Nationale, Faudrot pou mette’ opposition, Printe des rinforts à l’Planque au Riz." Le but de cette chanson est de dénoncer le creusement du canal de Roubaix. Les habitants du Capreau craignent des mesures d’expropriation.
Le quartier connait l'occupation de la France par l'Allemagne lors de la Première Guerre mondiale, quatre années de souffrance où les Capreausiens ne sont pas épargnés. Situé près du front, le quartier est utilisé durant toute la guerre comme base de repos pour les soldats allemands descendant de la ligne de feu. À la fin du conflit, on dénombres des morts comme Jean Lecrix, habitant du Capreau, du 412e régiment d'infanterie.
En 1931, l'église Saint-Clément participe au cinquantenaire des Congrès Eucharistiques Internationaux (1881-1931) sous la présidence du Cardinal Liénart.
Le quartier s'anime pendant l'entre-deux-guerres, l'optimisme est général et où la reprise économique apparaît comme solide après les problèmes économiques de l'immédiat après-guerre. En témoigne la création d'association et la réussite de certains Wasquehaliens comme André Lips qui finit deuxième à la première coupe mondiale d'accordéon en 1938 et du romancier Maxence Van der Meersch qui s'investit dans la vie locale et est président d'honneur du journal laïc Mon patelin.
Le 3 septembre 1944, un jeune du Capreau, Jean Wastyn, fils du pharmacien de la rue Coli et résistant, meurt pour la France à l'age de 17 ans lors de la bataille du Haut Vinage. D'autres capreausien participent aux guerres menées par la France comme Jacques Lannoy affecté au 2e régiment de spahis marocains, tué au combat à la fin de la Guerre d'Indochine.
Pierre Charret habitant avenue Clemenceau, militant communiste, résistant, tourne de nombreux films entre 1964 et 1970, des manifestations et grèves ouvrières.

## Développement urbain
Début des constructions en 1833, des écluses de Wasquehal et ouverture en 1877 du canal de Roubaix qui passe par le futur quartier du Capreau. En 1843, construction d'une voie de chemin de fer dite Chemin de fer du Nord de Lille à Bruxelles qui passe par le Capreau.
Aux confins du Capreau, à la limite de Mouvaux et de Tourcoing se trouvait en 1876, le quartier de la Planche au Riez. Pour accéder à la Planche au Riez, les habitants devaient traverser le riez du Trichon en passant sur une planche, ce qui a donné le nom de  Planche au Riez (Le riez du Trichon était une rivière qui prenait sa source à Mouvaux pour se jeter dans l’Espierres. Il a été recouvert de bitume et passe donc discrètement sous la ville). L'actuelle rue de la Planche au Riez perpétue le souvenir de cet ancien quartier.
Sous la présidence du maire, Désiré Delesalle, est votée en 1899, la construction d'une école, qui sera ouverte en 1903, sous le nom de l'école Anne Robert Jacques Turgot dit Turgot, accueillant les habitants du Capreau, des Petit et Grand Cottignies, du Triez, du Cartelot et du Molinel. 
En 1904, les habitants du Capreau qui vont à la messe soit à la paroisse Saint-Éloi de Tourcoing soit à l'église Saint-Pierre à Croix peuvent maintenant suivre le culte dans une petite paroisse et avec l'augmentation des fidèles, une église est construite à côté en 1912 et qui est dédiée à saint Clément.
En 1920, un projet de création d'un bureau d'état-civil au Capreau est envisagé, en 1930, voit l'arrivée de l'eau potable dans le quartier avec la construction d'un château d'eau et le 1er janvier 1936 est créée La Guinguette. Les Capreausiens peuvent se détendre et se promener le long du canal et se retrouvaient dans le parc du restaurant autour d’une glace, d’une gaufre, d’une frite ou d’une boisson fraiche. En 1942, une maternité ouvre pour compenser l'augmentation de la population du Capreau.
En 1950, une bande d'amis, un maçon, un monteur-électricien, un menuisier et quatre ouvriers qui se prénommait les Castors, avait pour but de se construire chacun une maison en s'aidant mutuellement. Aidés par un conseiller juridique de Croix, Gérard Delcroix, avocat à Croix et d'un entrepreneur, ils menèrent à bien leurs objectifs en construisant 6 maisons, visibles encore aujourd'hui respectivement au 13,15,17,19,21 et 23 rue Louis-Lejeune.
En 1951, Paul Corteville habitant la ville, ayant déjà dressé des chiens de police et de pistage, se lance dans la formation de chiens guides d'aveugle en créant un centre qui abritera l'association des chiens guides d'aveugle de 1987 à 2008. le centre sera démoli en 2009.
Dans les années 1970, de nombreux cafés parsèment le quartier, ce seront les derniers cafés historiques comme celui du Cheval volant au 129 rue Jean-Wastyn, tenu par Carmen Vanmeerhaeghe.

## Population et société

### Enseignement
- L'école publique maternelle Louis-Aragon
- L'école élémentaire publique Lili Keller Rosenberg
- L'école privée maternelle et élémentaire Notre-Dame

### Sports
- Le Wasquehal Football
- Le Wasquehal Flash basket

### Cultes
- Église Saint-Clément

### Associations
- Association LogeR'éveil
- Association des Parents d'élèves des Écoles du Capreau
- Cabaret Patoisant
- Cinéma Gérard-Philipe
- Clasc
- Clave
- Maison d’Enfants du Capreau
- Club du Bon Accueil
- Coupe Couture Peluche Patchwork
- La Manivelle Théâtre
- Le Tri Marrant
- Les Donneurs de Sang Bénévoles (ADSB)

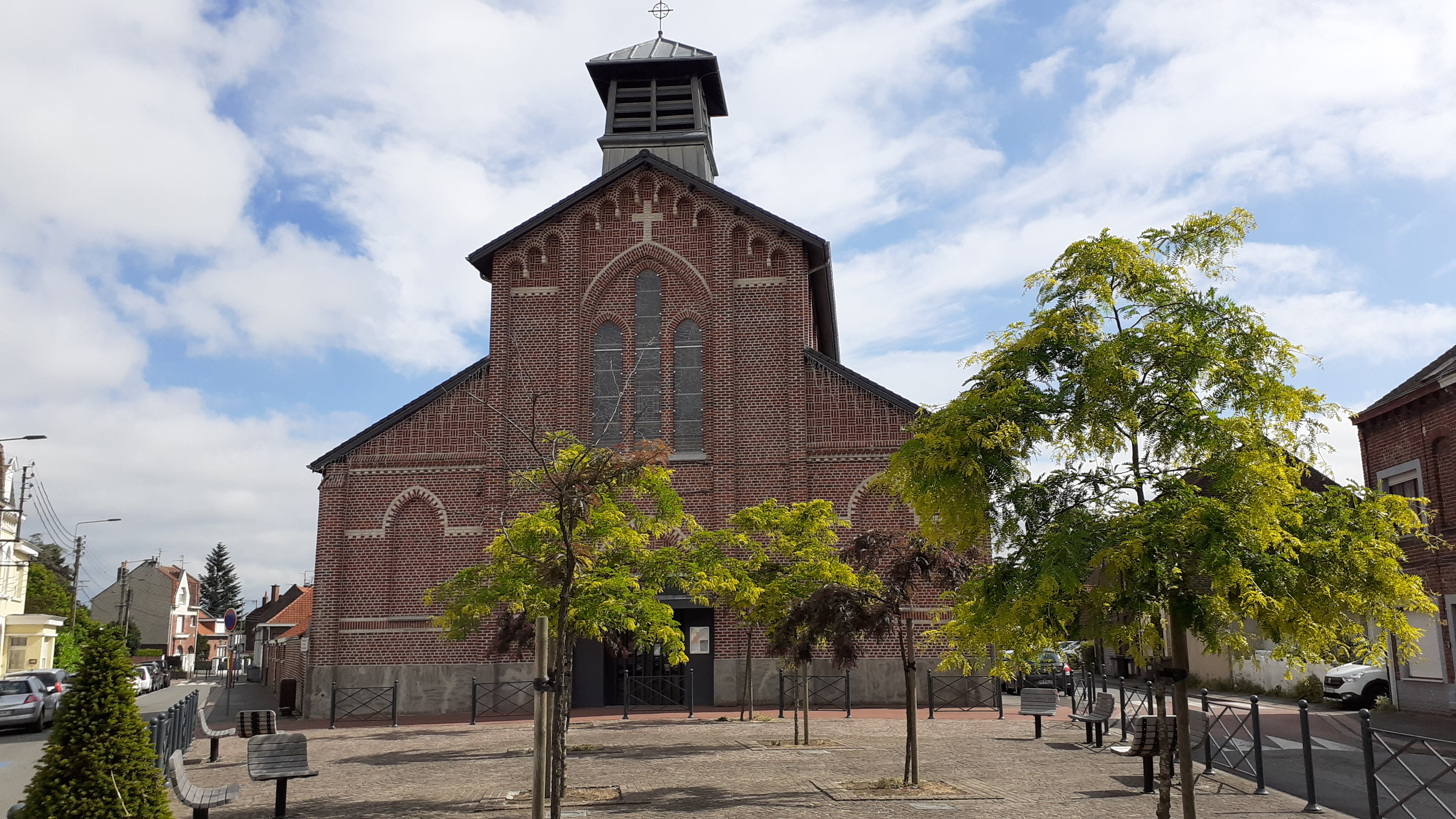
Église catholique Saint-Clément.
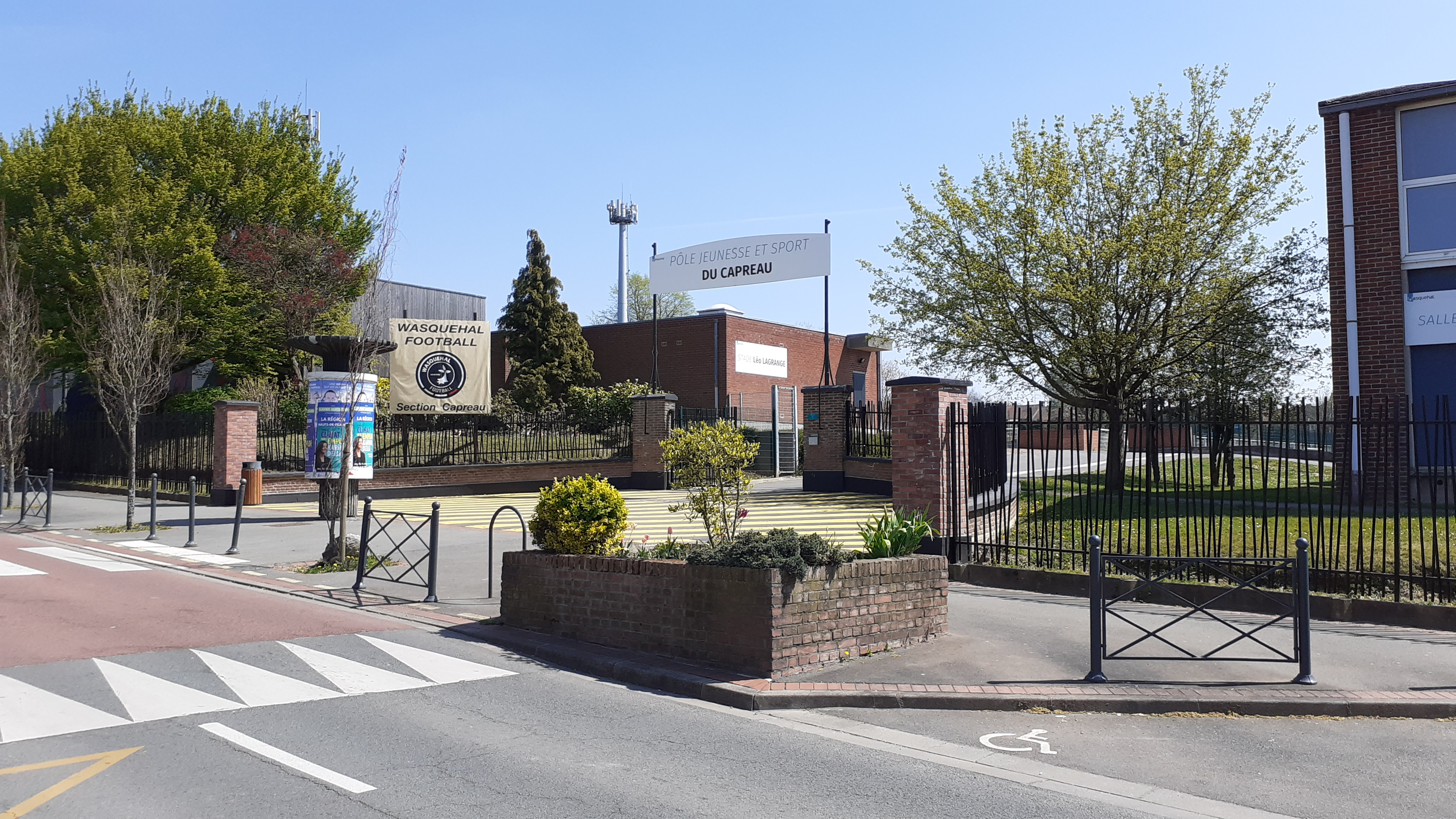
Pôle jeunesse et sport du Capreau.
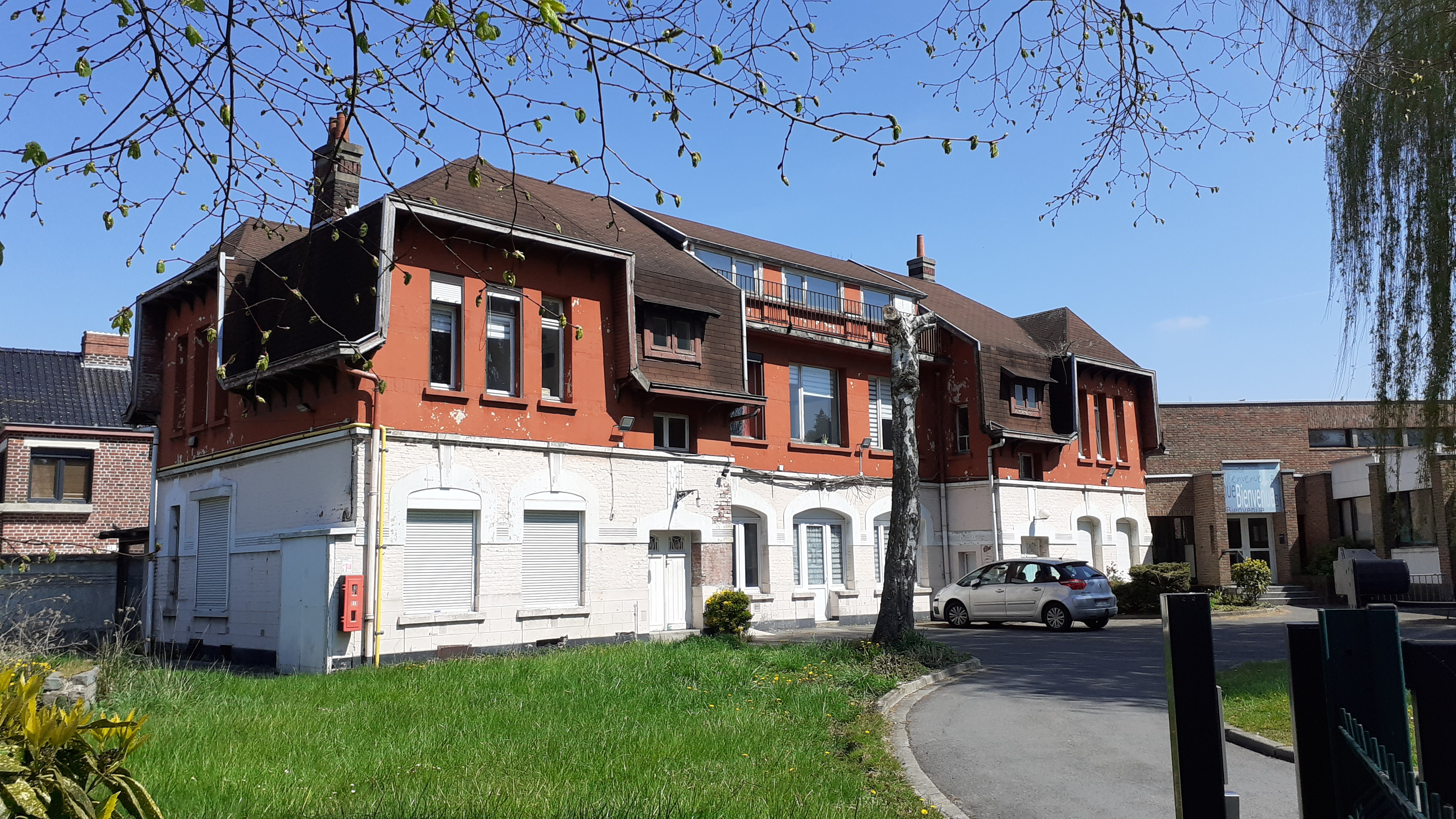
Maison d’Enfants du Capreau.
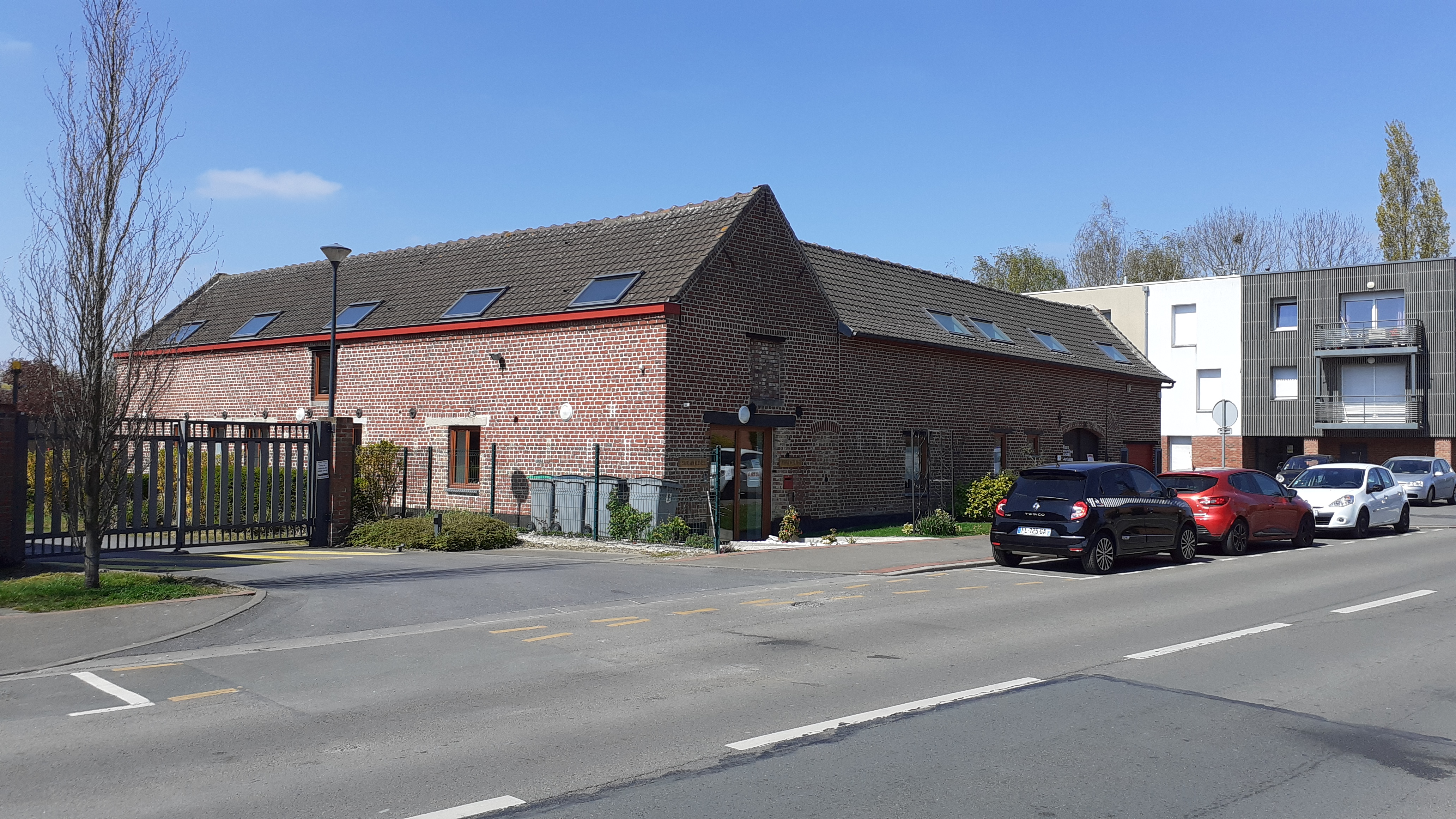
Association LogéR'éveil.

## Culture et patrimoine

### Espaces naturels
- Square Georges-Pompidou (Mairie Annexe)
- Parc La Fontaine (rue La Fontaine)

### Monuments historiques
- La maison de Maxence Van der Meersch

### Monuments aux morts
- Stèle pour la Guerre d'Algérie.

### Personnalités liées au Capreau
- Famille Prouvost, famille de la bourgeoisie industrielle du Nord.
- Henri Dorgères (1897-1985), homme politique et syndicaliste, fondateur des Chemises vertes, faction de l'extrême droite française de l'Entre-deux-guerres
- Maxence Van der Meersch (1907-1951), écrivain. Prix Goncourt 1936.
- Frères Willot, famille d'industriels, inventeurs des couches Peaudouce et des bandes en crêpes Willot
- Henri Détailleur (1890-1958), homme politique, ancien maire de Wasquehal et député du Nord. Il fut résistant pendant la Seconde Guerre mondiale dans les rangs du mouvement Voix du Nord.
- Paul Hantson (1897-1952), gymnaste et champion de France d'athlétisme à six reprises.
- André Lips (1921-1972), vainqueur de la Coupe Léopold III de Belgique, champion de France et deuxième de la coupe mondiale d'accordéon en 1938.
- Florent Ibenge (1961), footballeur international congolais et sélectionneur de l'équipe de République démocratique du Congo.
- Félicie Gérard (1974), conseillère municipal de Wasquehal, adjointe au maire puis députée.
- Karim Chakim (1976), boxeur poids super-plumes, champion Intercontinental IBF en 2006, champion de France à six reprises de 2007 à 2010 et champion de l'Union européenne EBU-BU en 2010.

## Infrastructures

### Culturelles
- La Compagnie Théâtrale La Manivelle
- L'Espace Culturel Gérard Philipe qui inclut
  - Le cinéma Gérard Philipe qui comprend une salle de cinéma Marie-Christine-Barrault
  - La salle polyvalente Victor-Honoré
  - L'annexe de la bibliothèque municipale Maxence Van der Meersch

### Publics
- La Mairie annexe.
- Le bureau de Poste.

### Sportives
- Le Complexe Léo Lagrange comprenant 
  - Le stade Léo Lagrange pour la pratique du football (Wasquehal Football)
  - La Salle Robaeys pour la pratique du basket-ball masculin (Wasquehal Flash Basket)